# Los Adefesios
Los Adefesios es un grupo de rock peruano formado en 1995. Su estilo discurre entre el rock fusión, valse criollo, el punk rock y la salsa. Se desconoce la identidad de sus integrantes pues rehúyen las entrevistas. Sin embargo, han sido citados en novelas y poemarios. Además, uno de sus temas formó parte de la banda sonora del corto animado Hace frío en el trópico.

## Discografía
Sus discos oficiales son:
- Disco en blanco (1996).
- Petéalo (1998).
- 3,1416 (1999).
- En vivo desde el estudio (2000).

- Datos: Q5979271